# Töttős Gábor
Töttős Gábor (Szekszárd, 1954. június 17. –) újságíró, helytörténész, irodalomtörténész.

## Élete
A szekszárdi Babits Általános Iskolába s a Garay Gimnáziumba járt. A József Attila Tudományegyetem magyar-történelem szakát 1978-ban, az Eötvös Loránd Tudományegyetem könyvtár-szakát 1984-ben végezte el. Ugyanekkor a JATE-n bölcsészdoktor lett. A szekszárdi könyvtár helytörténésze 1979-1989 között, majd a Dátum, az első országos ellenzéki napilap főszerkesztő-helyettese 1989-1990-ben. Óraadó, 1991-től adjunktus, 1993-tól docens a Pécsi Tudományegyetem Illyés Gyula Főiskolai Karán.
A Magyar Újságírók Szövetsége tagja.

## Elismerései
- 1984 Babits Mihály-díj (Tolna)
- 2002 Tolna Megyei Művészetért Plakett

## Művei
- 1983 Babitsról Babitsért. Szekszárd
- 1985 Hajdani szekszárdi esztendőben. Szekszárd
- 1985 Irodalmi séták Szekszárdon. Szekszárd
- 1986 A vasparipától a bajnoki győzelemig. Szekszárd
- 1986 Történelmi séták Szekszárdon és Szekszárdi szőlő és bor
- 1986 Hajdani szekszárdi arcképcsarnok. Szekszárd
- 1986 Szekszárd (útikönyv).
- 1986 Tolna megye régi kedve. Szekszárd
- 1991 Babits titkok nyomában
- 1992 A nyomda mosolya. Szekszárd
- 1995 Rejtett értékeink. Szekszárd
- 2001 Válogatott nyűgeim és Ódon derű
- 2002 A Hajdani tolnai hölgyek könyve
- 2002 Dunaföldvár története az őskortól napjainkig.
- 2003 Dienes Valéria
- 2005-től Emlékezetre méltó Tolna megyei évfordulók
- 2006 Szép literatúrai ajándék
- 2008 Szekszárd - Mesélő útikönyv
- 2009 Bölcsődei emlékkönyv